# Jinzō Ningen Kikaider
Jinzō Ningen Kikaider (jap. 人造人間キカイダー Jinzō Ningen Kikaidā; Android Kikaider) – japoński serial z gatunku tokusatsu, stworzony przez Shōtarō Ishinomoriego i studio filmowe Toei. Emitowany był na kanale NET od 8 lipca 1972 do 5 maja 1973, liczył 43 odcinki. Kontynuacją serialu jest Kikaider 01. Na podstawie oryginalnej serii live-action w 2000 roku powstał serial anime o tym samym tytule, zaś w 2014 pojawił się film o Kikaiderze z odnowioną fabułą. W 1995 premierę miał film  Jinzō Ningen Hakaider, luźno powiązany z serialem.

## Fabuła
Zła organizacja DARK dowodzona przez szaleńczego Profesora Gilla porywa doktora Koumyoujiego – eksperta w budowaniu robotów. Ma on pod przymusem stworzyć im armię zmechanizowanych ludzi do podboju Japonii. Jedyną nadzieją Koumyoujiego na powstrzymanie DARK jest jego wcześniejsze dzieło – robot zwany Kikaiderem, który ukrywa się pod postacią młodego motocyklisty z gitarą o imieniu Jirou. Chłopak-robot dzięki zawartemu w sobie modułowi może zachowywać się jak normalny człowiek, odróżniać dobro od zła i okazywać uczucia. Jirou przemienia się w Kikaidera by walczyć z potworami zagrażającymi ludziom.

## Obsada
- Jirō/Kikaider: Daisuke Ban
- Doktor Kōmyōji: Hajime Izu
- Mitsuko Kōmyōji: Jun Mizunoe
- Masaru Koumyouji: Masahiro Kamiya
- Profesor Gill: Mitsuo Andō
- Saburō: Jūji Mayama
- Hakaider: Shōzō Iizuka (głos)